# 小行星46737
小行星46737（46737 Anpanman）是一颗绕太阳运转的小行星，为主小行星带小行星。该小行星于1997年11月1日发现。
該小行星以日本動漫畫作品《麵包超人》命名。

## 轨道参数
小行星46737的轨道半长轴为3.1629978 UA，离心率为0.128。

## 關聯條目
- 小行星46643－以《麵包超人》的原作者柳瀨嵩命名的小行星